# Okręg wyborczy Wick Burghs
Okręg wyborczy Wick Burghs powstał w 1832 r. i wysyłał do brytyjskiej Izby Gmin jednego deputowanego. Okręg obejmował miasta Cromarty, Dingwall, Dornoch, Kirkwall, Tain i Wick. Został zlikwidowany w 1918 r.

## Deputowani do brytyjskiej Izby Gmin z okręgu Wick Burghs
- 1832–1852: James Loch
- 1852–1857: Samuel Laing, wigowie
- 1857–1859: lord John Hay, Partia Liberalna
- 1859–1860: Samuel Laing, Partia Liberalna
- 1860–1865: William Keppel, wicehrabia Bury
- 1865–1868: Samuel Laing, Partia Liberalna
- 1868–1872: George Loch
- 1872–1885: John Pender, Partia Liberalna
- 1885–1892: John Macdonald Cameron
- 1892–1896: John Pender, Partia Liberalno-Unionistyczna
- 1896–1900: Thomas Hedderwick
- 1900–1910: Arthur Bignold, Partia Konserwatywna
- 1910–1918: Robert Munro, Partia Liberalna